# Aurivilliola ephippiata
Aurivilliola ephippiata is een hooiwagen uit de familie Sclerosomatidae. De wetenschappelijke naam van Aurivilliola ephippiata gaat terug op Roewer.